# Paroplites edwardsii
Paroplites edwardsii là một loài bọ cánh cứng trong họ Cerambycidae.